# Eva (canción de Nightwish)
«Eva» es el primer sencillo del disco Dark Passion Play de la agrupación Nightwish, lanzado solo en descarga digital.. Eva fue el primer sencillo en el que el público pudo escuchar a Anette Olzon, la vocalista que pasó a formar parte de la banda en el 2007, luego de que la vocalista Tarja Turunen fuera expulsada.
Todos los ingresos desde Europa por la compra del sencillo fueron donados a la fundación de niños carenciados Die Arche y el sencillo fue exclusivamente para portales de Internet.

## Lista de canciones
| Spinefarm Records CDS Promo | Tiempo |
| --------------------------- | ------ |
| 01. «Eva»                   | 4:24   |
| Nuclear Blast Radio Promo   | Tiempo |
| 01. «Eva»                   | 4:24   |
| Nuclear Blast Radio Promo   | Tiempo |
| 01. «Eva» [edit]            | 2:52   |
| 02. «Eva»                   | 4:24   |